# كينيث سيمونز
كينيث سيمونز (بالإنجليزية: Kenneth Simmons)‏ هو سياسي أمريكي، ولد في 2 فبراير 1904 في تاكوما في الولايات المتحدة، وتوفي في 27 ديسمبر 1981 في مقاطعة بيرسي في الولايات المتحدة. حزبياً، نشط في الحزب الديمقراطي.